# دوايت مارشال
دوايت مارشال (بالإنجليزية: Dwight Marshall)‏ (3 سبتمبر 1965 بسانت لوسيا - ) هو لاعب كرة قدم بريطاني في مركز الهجوم. لعب مع بوريهام وود إف سي ونادي إنفيلد ونادي بليموث أرجايل ونادي لوتون تاون ونادي ميدلزبره ونادي إِنفيلد ‏ ونادي كينغستونيان ونادي سلاو تاون وAylesbury United F.C. ‏ وWalthamstow F.C. ‏ وغرايز أتلاتيك ‏.

## وصلات خارجية
- دوايت مارشال على موقع قاعدة بيانات كرة القدم.إي يو (الإنجليزية)
- دوايت مارشال على موقع Soccerbase.com (لاعب) (الإنجليزية)
- دوايت مارشال على موقع عالم كرة القدم.نت (الإنجليزية)